# تاون‌شیپ هابارد (شهرستان ترامبل، اوهایو)
تاون‌شیپ هابارد (به انگلیسی: Hubbard Township) یک منطقهٔ مسکونی در ایالات متحده آمریکا است که در شهرستان ترامبل، اوهایو واقع شده‌است. تاون‌شیپ هابارد ۶۳٫۷ کیلومتر مربع مساحت و ۱۴٬۳۰۴ نفر جمعیت دارد و ۲۹۰ متر بالاتر از سطح دریا واقع شده‌است.